# اچ‌ام‌اس هاستیل (اچ۵۵)
اچ‌ام‌اس هاستیل (اچ۵۵) (به انگلیسی: HMS Hostile (H55)) یک کشتی بود که طول آن ۳۲۳ فوت (۹۸٫۵ متر) بود. این کشتی در سال ۱۹۳۵ ساخته شد.